# Érione de Derby
Eriocnemis derbyi
Espèce
Statut de conservation UICN

 LC  : Préoccupation mineure
Répartition géographique
Statut CITES
L'Érione de Derby (Eriocnemis derbyi) est une espèce de colibris de la sous-famille des Lesbiinae et de la tribu des Heliantheini.
Son nom est attribué à Edward Smith-Stanley (13e comte de Derby).

## Distribution
L'Érione de Derby est présente seulement en Colombie et en Équateur.